# پی‌سی زون
پی‌سی زون (به انگلیسی: PC Zone) یک مجله تخصصی رایانه‌های شخصی و بازی‌های ویدئویی بریتانیایی است که به شکل ماهانه، برای نخستین بار در آوریل ۱۹۹۳ منتشر شد. این مجله، نخستین مجله در بریتانیا بود که به شکل تخصصی به بررسی مباحث مرتبط با رایانه‌های شخصی سازگار با آی‌بی‌ام می‌پرداخت. پیش از انتشار پی‌سی زون، مجلات دیگری بودند که به مباحث رایانه می‌پرداختند اما بیشتر جنبه سرگرمی داشتند و با انتشار پی‌سی زون، این مبحث به شکلی تخصصی در بریتانیا، درقالب مجله رواج یافت.
بعدها این مجله، دارای بخش‌ها و مباحث دیگری نیز شد. بخش‌هایی چون نقد و بررسی شرکت‌های سازنده قطعات سخت‌افزاری، تولیدکننده بازی‌های ویدئویی، نقد و بررسی بازی‌های ویدئویی و امتیاز به آن‌ها به مباحث پیشین مجله پیوست داده شد.
انتشار این مجله در ۲ سپتامبر ۲۰۱۰ متوقف شد.